# Will of the People (album)
Will of the People is het negende studioalbum van de Britse rockband Muse. Het album werd uitgebracht op 26 augustus 2022. De band was zelf verantwoordelijk voor de productie. Er werden vier singles uitgebracht voorafgaand aan het verschijnen van het album; 'Won't Stand Down', 'Compliance', 'Will of the People' en 'Kill or Be Killed'. De vijfde single van het album, 'You Make Me Feel Like It's Halloween', werd uitgebracht op dezelfde dag dat het volledige album verscheen. Will of the People werd digitaal uitgebracht op verschillende streamingdiensten en op cd, vinyl en muziekcassette. 

## Achtergrond

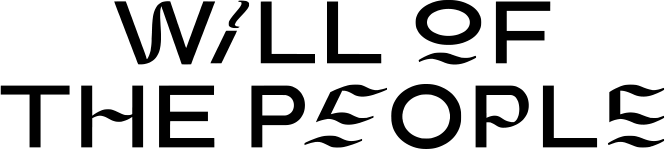
Tekstlogo van het album

Het album werd opgenomen in Londen en Los Angeles. Volgens frontman Matthew Bellamy is het album beïnvloed door "the increasing uncertainty and instability in the world." In een verklaring noemde hij onder andere de coronapandemie, oorlog in Europa (de Russische invasie van Oekraïne in 2022), grote onrust onder de bevolking en natuurrampen. De band werd aangespoord om een greatest hits-album te maken, maar dat wezen de bandleden af. Will of the People bevat een mengelmoes van de verschillende genres die de band in het verleden heeft gespeeld en is in dat opzicht het antwoord geworden op het verzoek.

## Will of the People World Tour
Op 7 april 2022 ving the Will of the People World Tour aan. Op die dag gaf de band het startschot van de tournee in de vorm van een besloten concert in Exeter. Tot en met september werden er optredens verzorgd tijdens festivals in Europa. Vanaf oktober tot en met juni 2023 zijn er wereldwijd shows gepland. Muse wierf producer Dan Lancaster voor de liveband. Lancaster had eerder de single 'Won't Stand Down' gemixt.

## Ontvangst
Het album werd overwegend positief ontvangen. Op Metacritic kreeg Will of the People op basis van 11 recensies een gewogen gemiddelde score van 78/100, wat neerkomt op "Generally favorable reviews". In de Benelux werd het album gematigd positief ontvangen. Zowel Alexander van Eenennaam van het Algemeen Dagblad als Gijsbert Kamer van de Volkskrant gaven twee van vijf sterren. Floor Deckx van De Standaard gaf drie van vijf sterren.

## Nummers
| 1.                 | Will of the People                   | 3:18 |
| 2.                 | Compliance                           | 4:10 |
| 3.                 | Liberation                           | 3:06 |
| 4.                 | Won't Stand Down                     | 3:30 |
| 5.                 | Ghosts (How Can I Move On)           | 3:36 |
| 6.                 | You Make Me Feel Like It's Halloween | 3:00 |
| 7.                 | Kill or Be Killed                    | 5:00 |
| 8.                 | Verona                               | 4:56 |
| 9.                 | Euphoria                             | 3:23 |
| 10.                | We Are Fucking Fucked                | 3:36 |
| Totale duur: 37:35 |                                      |      |

## Bezetting
- Matthew Bellamy – zang, gitaren, keyboard
- Christopher Wolstenholme – basgitaar, zang
- Dominic Howard – drums

## Hitnoteringen

### NederlandseAlbum Top 100
| Hitnotering: (Week 1 t/m 7) 03-09-2022 t/m 15-10-2022 Hitnotering: (Week 8) 29-10-2022 Hitnotering: (Week 9 t/m 10) 10-06-2023 t/m 17-06-2023 | Hitnotering: (Week 1 t/m 7) 03-09-2022 t/m 15-10-2022 Hitnotering: (Week 8) 29-10-2022 Hitnotering: (Week 9 t/m 10) 10-06-2023 t/m 17-06-2023 | Hitnotering: (Week 1 t/m 7) 03-09-2022 t/m 15-10-2022 Hitnotering: (Week 8) 29-10-2022 Hitnotering: (Week 9 t/m 10) 10-06-2023 t/m 17-06-2023 | Hitnotering: (Week 1 t/m 7) 03-09-2022 t/m 15-10-2022 Hitnotering: (Week 8) 29-10-2022 Hitnotering: (Week 9 t/m 10) 10-06-2023 t/m 17-06-2023 | Hitnotering: (Week 1 t/m 7) 03-09-2022 t/m 15-10-2022 Hitnotering: (Week 8) 29-10-2022 Hitnotering: (Week 9 t/m 10) 10-06-2023 t/m 17-06-2023 | Hitnotering: (Week 1 t/m 7) 03-09-2022 t/m 15-10-2022 Hitnotering: (Week 8) 29-10-2022 Hitnotering: (Week 9 t/m 10) 10-06-2023 t/m 17-06-2023 | Hitnotering: (Week 1 t/m 7) 03-09-2022 t/m 15-10-2022 Hitnotering: (Week 8) 29-10-2022 Hitnotering: (Week 9 t/m 10) 10-06-2023 t/m 17-06-2023 | Hitnotering: (Week 1 t/m 7) 03-09-2022 t/m 15-10-2022 Hitnotering: (Week 8) 29-10-2022 Hitnotering: (Week 9 t/m 10) 10-06-2023 t/m 17-06-2023 | Hitnotering: (Week 1 t/m 7) 03-09-2022 t/m 15-10-2022 Hitnotering: (Week 8) 29-10-2022 Hitnotering: (Week 9 t/m 10) 10-06-2023 t/m 17-06-2023 | Hitnotering: (Week 1 t/m 7) 03-09-2022 t/m 15-10-2022 Hitnotering: (Week 8) 29-10-2022 Hitnotering: (Week 9 t/m 10) 10-06-2023 t/m 17-06-2023 | Hitnotering: (Week 1 t/m 7) 03-09-2022 t/m 15-10-2022 Hitnotering: (Week 8) 29-10-2022 Hitnotering: (Week 9 t/m 10) 10-06-2023 t/m 17-06-2023 | Hitnotering: (Week 1 t/m 7) 03-09-2022 t/m 15-10-2022 Hitnotering: (Week 8) 29-10-2022 Hitnotering: (Week 9 t/m 10) 10-06-2023 t/m 17-06-2023 | Hitnotering: (Week 1 t/m 7) 03-09-2022 t/m 15-10-2022 Hitnotering: (Week 8) 29-10-2022 Hitnotering: (Week 9 t/m 10) 10-06-2023 t/m 17-06-2023 |
| Week: | 1 | 2 | 3 | 4 | 5 | 6 | 7 | | 8 | | 9 | 10 |
| --- | --- | --- | --- | --- | --- | --- | --- | --- | --- | --- | --- | --- |
| Positie: | 2 | 9 | 11 | 19 | 17 | 42 | 78 | uit | 94 | uit | 63 | 81 |

### VlaamseUltratop 200 Albums
| Hitnotering: (Week 1 t/m 13) 03-09-2022 t/m 26-11-2022 Hitnotering: (Week 14 t/m 16) 10-12-2022 t/m 24-12-2022 Hitnotering: (Week 17) 08-07-2023 | Hitnotering: (Week 1 t/m 13) 03-09-2022 t/m 26-11-2022 Hitnotering: (Week 14 t/m 16) 10-12-2022 t/m 24-12-2022 Hitnotering: (Week 17) 08-07-2023 | Hitnotering: (Week 1 t/m 13) 03-09-2022 t/m 26-11-2022 Hitnotering: (Week 14 t/m 16) 10-12-2022 t/m 24-12-2022 Hitnotering: (Week 17) 08-07-2023 | Hitnotering: (Week 1 t/m 13) 03-09-2022 t/m 26-11-2022 Hitnotering: (Week 14 t/m 16) 10-12-2022 t/m 24-12-2022 Hitnotering: (Week 17) 08-07-2023 | Hitnotering: (Week 1 t/m 13) 03-09-2022 t/m 26-11-2022 Hitnotering: (Week 14 t/m 16) 10-12-2022 t/m 24-12-2022 Hitnotering: (Week 17) 08-07-2023 | Hitnotering: (Week 1 t/m 13) 03-09-2022 t/m 26-11-2022 Hitnotering: (Week 14 t/m 16) 10-12-2022 t/m 24-12-2022 Hitnotering: (Week 17) 08-07-2023 | Hitnotering: (Week 1 t/m 13) 03-09-2022 t/m 26-11-2022 Hitnotering: (Week 14 t/m 16) 10-12-2022 t/m 24-12-2022 Hitnotering: (Week 17) 08-07-2023 | Hitnotering: (Week 1 t/m 13) 03-09-2022 t/m 26-11-2022 Hitnotering: (Week 14 t/m 16) 10-12-2022 t/m 24-12-2022 Hitnotering: (Week 17) 08-07-2023 | Hitnotering: (Week 1 t/m 13) 03-09-2022 t/m 26-11-2022 Hitnotering: (Week 14 t/m 16) 10-12-2022 t/m 24-12-2022 Hitnotering: (Week 17) 08-07-2023 | Hitnotering: (Week 1 t/m 13) 03-09-2022 t/m 26-11-2022 Hitnotering: (Week 14 t/m 16) 10-12-2022 t/m 24-12-2022 Hitnotering: (Week 17) 08-07-2023 | Hitnotering: (Week 1 t/m 13) 03-09-2022 t/m 26-11-2022 Hitnotering: (Week 14 t/m 16) 10-12-2022 t/m 24-12-2022 Hitnotering: (Week 17) 08-07-2023 | Hitnotering: (Week 1 t/m 13) 03-09-2022 t/m 26-11-2022 Hitnotering: (Week 14 t/m 16) 10-12-2022 t/m 24-12-2022 Hitnotering: (Week 17) 08-07-2023 | Hitnotering: (Week 1 t/m 13) 03-09-2022 t/m 26-11-2022 Hitnotering: (Week 14 t/m 16) 10-12-2022 t/m 24-12-2022 Hitnotering: (Week 17) 08-07-2023 | Hitnotering: (Week 1 t/m 13) 03-09-2022 t/m 26-11-2022 Hitnotering: (Week 14 t/m 16) 10-12-2022 t/m 24-12-2022 Hitnotering: (Week 17) 08-07-2023 | Hitnotering: (Week 1 t/m 13) 03-09-2022 t/m 26-11-2022 Hitnotering: (Week 14 t/m 16) 10-12-2022 t/m 24-12-2022 Hitnotering: (Week 17) 08-07-2023 | Hitnotering: (Week 1 t/m 13) 03-09-2022 t/m 26-11-2022 Hitnotering: (Week 14 t/m 16) 10-12-2022 t/m 24-12-2022 Hitnotering: (Week 17) 08-07-2023 | Hitnotering: (Week 1 t/m 13) 03-09-2022 t/m 26-11-2022 Hitnotering: (Week 14 t/m 16) 10-12-2022 t/m 24-12-2022 Hitnotering: (Week 17) 08-07-2023 | Hitnotering: (Week 1 t/m 13) 03-09-2022 t/m 26-11-2022 Hitnotering: (Week 14 t/m 16) 10-12-2022 t/m 24-12-2022 Hitnotering: (Week 17) 08-07-2023 | Hitnotering: (Week 1 t/m 13) 03-09-2022 t/m 26-11-2022 Hitnotering: (Week 14 t/m 16) 10-12-2022 t/m 24-12-2022 Hitnotering: (Week 17) 08-07-2023 | Hitnotering: (Week 1 t/m 13) 03-09-2022 t/m 26-11-2022 Hitnotering: (Week 14 t/m 16) 10-12-2022 t/m 24-12-2022 Hitnotering: (Week 17) 08-07-2023 |
| Week: | 1 | 2 | 3 | 4 | 5 | 6 | 7 | 8 | 9 | 10 | 11 | 12 | 13 | | 14 | 15 | 16 | | 17 |
| --- | --- | --- | --- | --- | --- | --- | --- | --- | --- | --- | --- | --- | --- | --- | --- | --- | --- | --- | --- |
| Positie: | 2 | 8 | 20 | 21 | 17 | 37 | 85 | 143 | 100 | 106 | 83 | 143 | 143 | uit | 150 | 125 | 129 | uit | 155 |